# Nowa Huta (Kartuzy)
Nowa Huta [ˈnɔva ˈxuta] (kaschubisch Nowô Hëta, deutsch Nowahutta) ist ein Dorf in der Gmina Kartuzy, in der polnischen Woiwodschaft Pommern. Es liegt 15 km nordwestlich von Kartuzy (Karthaus) und 40 km westlich von Danzig.